# بول إيست
بول إيست (بالإنجليزية: Paul East) هو محامي ودبلوماسي وسياسي نيوزلندي، ولد في 4 أغسطس 1946. حزبياً، نشط في الحزب الوطني في نيوزيلندا. وقد انتخب عضو مجلس الشورى البريطاني وانتخب وزير الإصلاحيات ‏ وانتخب عضو مجلس النواب النيوزيلندي.